# Рудольфи, Карл Асмунд
Карл Асмунд Рудольфи (нем. (Israel) Karl (Carl) Asmund (Asmunt, Asmus) Rudolphi, 1771—1832) — немецкий естествоиспытатель, зоолог и ботаник, иностранный член-корреспондент Петербургской академии наук. Один из основоположников гельминтологии.

## Биография
Родился в Стокгольме от немецких родителей. Начиная с 1790 года К. А. Рудольфи изучает медицину в Грейфсвальде, Йене и Берлине. С 1797 года он — профессор в Грейфсвальде. В этом городе он женится — на дочери бургомистра Зигфрида Майера. В 1810 году Рудольфи переезжает в Берлин, принимая там место профессора анатомии.
Ещё во время своей работы в Грейфсвальде К. А. Рудольфи проводит исследования, сделавшие его имя известным — по изучению кишечных червей и по анатомии растений. Позднее занимался анатомией позвоночных. В Берлине учёный внёс большой вклад в развитие сравнительной анатомии. К. А. Рудольфи — основатель берлинского Зоотомического музея (ныне — Музей естествознания).

## Сочинения
- Beobachtungen über die Eingeweidewürmer в: Archiv für Zoologie und Zootomie, 2, 1801, S. 1-65, См. также http://edocs.ub.uni-frankfurt.de/volltexte/2008/9950/ (недоступная+ссылка)
- Neue Beobachtungen über die Eingeweidewürmer в: Archiv für Zoologie und Zootomie, 3, 1803, S. 1-32, см. также http://edocs.ub.uni-frankfurt.de/volltexte/2008/9946/ (недоступная+ссылка)
- Entozoorum sive vermium intestinalium historia naturalis (Amsterdam 1808-10, 3 Bde.), частью чего является Synopsis entozoorum (Berlin 1819)
- Grundriß der Physiologie (Berlin 1821—1828, 3 Bände; незаконченно)
- Anatomie der Pflanzen (Berlin 1807)
- Beiträge zur Anthropologie und allgemeinen Naturgeschichte (Berlin 1812)